# Dunn Spur
Der Dunn Spur ist ein markanter und 8 km langer Gebirgskamm im westantarktischen Marie-Byrd-Land. Im Königin-Maud-Gebirge erstreckt er sich ausgehend von Mount Blackburn entlang der Nordflanke des Van-Reeth-Gletschers.
Der United States Geological Survey kartierte ihn anhand eigener Vermessungen und Luftaufnahmen der United States Navy aus den Jahren von 1960 bis 1963. Das Advisory Committee on Antarctic Names benannte ihn 1967 nach Thomas H. Dunn (* 1939), der als Besatzungsmitglied dafür eingesetzter Flugzeuge der US Navy an der Erstellung von Luftaufnahmen während der Operation Deep Freeze der Jahre 1964, 1966 und 1967 beteiligt war.